# アデノシルホモシステインヌクレオシダーゼ
アデノシルホモシステインヌクレオシダーゼ(Adenosylhomocysteine nucleosidase、EC 3.2.2.9)は、以下の化学反応を触媒する酵素である。
S-アデノシル-L-ホモシステイン + 水{\displaystyle \rightleftharpoons }S-(5-デオキシ-D-リボス-5-イル)-L-ホモシステイン + アデニン
従って、この酵素は、S-アデノシル-L-ホモシステインと水の2つの基質、>S-(5-デオキシ-D-リボス-5-イル)-L-ホモシステインとアデニンの2つの生成物を持つ。
この酵素は加水分解酵素、特にN-グリコシル化合物を分解するグリコシダーゼに分類される。系統名はS-アデノシル-L-ホモシステイン ホモシステイニルリボヒドロラーゼ(S-adenosyl-L-homocysteine homocysteinylribohydrolase)である。5'-メチルアデノシンヌクレオシダーゼ、AdoHcy/MTAヌクレオシダーゼ等とも呼ばれる。メチオニンの代謝に関与している。

## 構造
2007年末時点で、8つの構造が解かれている。蛋白質構造データバンクのコードは、1JYS、1NC1、1NC3、1Y6Q、1Y6R、1Z5N、1Z5O、1Z5Pである。